# Bitka pri Poltavi
Bitka pri Poltavi je potekala 8. julija 1709 med švedsko in rusko vojsko. 
Švedi so že od maja istega leta oblegali trdnjavo Poltava, zato je ruski car Peter poslal vojsko. V bitki se je pokazala ruska premoč v velikosti vojske in s to zmago je Rusija postala evropska velesila.